# Кавана (Алесандрија)
Кавана (итал. Cavanna) је насеље у Италији у округу Алесандрија, региону Пијемонт.
Према процени из 2011. у насељу је живело 7 становника. Насеље се налази на надморској висини од 751 м.